# Gabriel García Márquez
Gabriel José García Márquez (Aracataca, Kolumbija, 6. ožujka 1927. – Ciudad de México, Meksiko, 17. travnja 2014.) kolumbijski je pisac, novinar, nakladnik i politički aktivist. Dobio je Nobelovu nagradu za književnost 1982. godine.

## Životopis

### Mladost
Rodio se u gradu zvanom Aracataca, obalnom gradu u sjevernoj Kolumbiji (u Magdaleni). Odrastao je s djedom i bakom po majci. Djed mu je bio pukovnik Nicolas Ricardo Márquez Mejla, liberalni veteran, jedan od osnivača tog grada i žestoki protivnik svih oblika tiranije. Svaki čitatelj Márquezovih djela prepoznaje pojedinosti iz njegova djetinjstva koje je utkao u svoje knjige. 
Djed, koji je imao izvanbračnu djecu, sudjelovao u bitkama i dvobojima, koji ga je učio riječi iz rječnika, pokazivao mu led, i njegova baka Tranquilina Iguaran Cotes, koja je bila jako praznovjerna, govorila o duhovima, predosjećajima i sudbinskim znakovima, dali su znatan doprinos čudesnom svijetu njegovih djela. I kako je sam rekao da je sve njegovo pisanje bilo o iskustvima iz vremena koje je proveo s njima, a priče mora pisati tako da i sam vjeruje u njih i s istim izrazom kao što je to radila njegova baka: potpuno ravnodušna lica, uvjerena da je ono što govori, ma kako čudno zvučalo, potpuna istina. 
S osam godina, nakon smrti djeda, otišao je živjeti s roditeljima u grad Sucre i tada počinje njegova formalna naobrazba. Sramežljiv ali inteligentan, dobiva poslije školarinu u isusovačkoj školi za darovite učenike. Na nagovor roditelja počeo je studirati pravo na Universidad Nacional. U to je vrijeme upoznao svoju tada trinaestogodišnju suprugu Mercedes, koja mu je obećala da će se udati za njega kada završi školovanje. Vjenčali su se četrnaest godina poslije. Predavanja ga nisu pretjerano zanimala, ali je zavolio književnost i pročitavši Kafkinu »Preobrazbu« shvaća da se na taj način može pisati i kako je sam rekao da je to znao počeo bi i sam pisati mnogo prije. 
Živio je prilično bijedno, priključio se književnom klubu "el grupo de Barranquilla", te počeo čitati Hemingwaya,  Joycea te Faulknera, koji je postao njegov književni junak. Putovao je po Kolumbiji, 1954. godine se skrasio u Bogoti, te počeo raditi kao novinar u listu "El Espectador". 
Zbog jednog novinskog članka u kojem je opisao doživljaje jedinog preživjelog mornara kolumbijskog razarača koji je potonuo zbog nemara, a vlada je to sve pokušavala preokrenuti i zataškati, Márquezu je život bio u opasnosti, te je morao napustiti domovinu. Putovao je po Europi, Venezueli, a riskirao je samo jednom, vratio se kako bi se vjenčao s Mercedes. 
U to doba je boravio i u Havani, započevši prijateljstvo s Castrom koje traje i dan danas te izaziva brojne negativne političke reakcije. Potaknut kubanskim događajima Márquez je pomogao pri osnivanju ureda Castrove izvještajne agencije Prensa Latina u Bogoti, a zatim i u New Yorku. Zbog svojih stajališta uvrijedio je Amerikance, pa mu je sve do 1971. godine bio zabranjen ulazak u zemlju. 

### Književna karijera
Svoje najveće uspjehe kao pisac doživio je u Mexico Cityju, kamo se sa suprugom i sinovima Roderigom i Gonzalom doselio 1959. godine.
Prva uspješna knjiga bila mu je »Pukovniku nema tko pisati«, objavljena 1961., a slijedio je »Pogreb velike mame« godinu dana poslije. 
Za svoju najslavniju knjigu »Sto godina samoće« pričao je kako mu se dok je prilazio Acapulcu dogodilo svojevrsno otkrivenje i nije znao ni sam zašto, ali je znao da treba napisati tu knjigu. Doživljaj je bio tako cjelovit, da je na tom mjestu mogao izdiktirati prvo poglavlje, od riječi do riječi. 
Vratio je obitelj kući, zatvorio se u sobu, počeo pisati i to svakodnevno osamnaest mjeseci. Pušio je šest kutija cigareta na dan, prodao automobil i gotovo sve električne uređaje u kući kako bi mogao prehraniti obitelj i kupiti dosta papira za pisanje i založio preostale stvari u kući da pošalje rukopis izdavaču.
Njegovo je najpoznatije djelo i jedna od najčitanijih knjiga svjetske književnosti ugledalo svjetlo dana u lipnju 1969. Knjiga »Sto godina samoće« (Cien años de soledad) prodana je u više od 10 milijuna primjeraka i osvojila mnogobrojne nagrade, te je iznjedrila cijelu školu "magičnog realizma" (zanimljivo, sam se Márquez uvijek ograđivao od tog naziva).
Roman pokriva sto godina povijesti izmišljenog kolumbijskog gradića po imenu Macondo i prati obitelj Buendía kroz sedam naraštaja. Márquezova genijalna dosjetka, kojom se obilno služi u romanu, jest da nevjerojatne događaje prikazuje kao nešto prirodno, dok običnim pojavama daje nadnaravno ozračje. Na primjer, kad građani Maconda prvi put vide led, čude mu se kao "velikom otkriću našega doba", a kad Cigani donesu leteći tepih, nije im ništa zanimljiviji od vrtuljka. Ista je strategija primijenjena na povijesne događaje: pokolj neokolonijalista nad narodom prikazan je kao nešto mutno, tajanstveno, gotovo kao doživljaj u snu, a istodobno se kiša cvijeća ili epidemija spavanja prihvaćaju kao konkretne, prirodne pojave. 
Márquez je tada imao 39 godina, a dobar dio zarađena novca darovao je ljevičarima u Angoli, Argentini, Kolumbiji i Nikaragvi te pomogao pri osnivanju organizacije HABEAS (organizacija posvećena sprječavanju zlouporabe vlasti i oslobađanju političkih zatvorenika u Latinskoj Americi).
Izlazak knjige »Patrijarhove jeseni« 1975. godine podijelilo je kritičare, jer su mnogi očekivali nastavak »Sto godina samoće«. S vremenom je knjiga dobila mjesto koje zaslužuje, a neki je smatraju njegovim najboljim djelom, a sam autor je jednom prilikom o njoj napisao da je to "poema o usamljenosti moćnika".
Zbog svojih političkih stavova, ponovno je morao otići iz Kolumbije u Meksiko, jer ga je kolumbijska vlada optužila da novčano pomaže gerilskoj grupi M-16. Godine 1982. dobio je Nobelovu nagradu za književnost, nastavio pisati, poučavati i bio je politički aktivan.
Romantičnim se temama vratio 1986. knjigom »Ljubav u doba kolere«, snažnom, poetičnom i komičnom pričom o ljubavi na duge staze u kojoj je opisana i priča o ljubavi njegovih roditelja. Uslijedile su »General u labirintu«, »12 hodočasnika« (zbirka pripovjedaka), »Ljubav i drugi demoni«.

### Starost
Novcem od Nobelove nagrade, koji je godinama stajao na računu Švicarske banke, Márquez je kupio danas vrlo cijenjene kolumbijske novine Cambio. S petnaest tisuća primjeraka, naklada je Cambija odmah skočila na pedeset tisuća, a maleni je odmak napravio 1996. godine "novinarskim" stilom napisavši knjigu »Vijest o otmici«, koja govori o kolumbijskoj narkomafiji.
Početkom ljeta 1999. počele su se širiti tajanstvene glasine o Márquezovoj tajanstvenoj bolesti, netko je čak 9. srpnja 1999. objavio na internetu kako je pisac dan prije umro u Mexico Cityju. Istina je bila da se on počeo još u proljeće loše osjećati i da je postao toliko slab da se počeo rušiti i u bolnici je postavljena dijagnoza ne-Hodgkinova limfoma. Terapija je bila uspješna, a u medijima se spominjao limfom niske zloćudnosti. A za to se vrijeme Márquez potpuno predao poslu, sve u strahu da svoja djela neće nikada završiti.
U jesen 2002. objavio je svoj prvi dio autobiografije »Živjeti da bi se pripovijedalo« i prvih 50 000 primjeraka prodano je u svega dva tjedna. Prvi dio memoara govori i o odnosima njegovih roditelja, a završava 1955., odnosno objavljivanjem prve priče. Knjiga otkriva podrijetlo likova i pripovijesti iz »Sto godina samoće«, »Pukovniku nema tko da piše« ili »Kronika najavljene smrti«. U drugom dijelu piše o životu do objavljivanja »Sto godina samoće«, a treći o prijateljstvima s nekim od najpoznatijih svjetskih vođa, poput Castra ili bivšeg američkog predsjednika Billa Clintona, o kojem je napisao vrlo interesantan novinski profil tijekom skandala s Monicom Lewinsky.
Uglavnom je živio u Meksiku i Europi. Pred kraj života najveći dio vremena provodio je u Mexico Cityu.
Gabriel García Márquez smatra se najpoznatijim piscem magičnog realizma i to ponajprije zahvaljujući romanu »Patrijarhova jesen« koji je bajkovita priča o umirućem tiraninu i zbog kojeg je Gabriel Garcia Marquez postao najhvaljeniji i najpopularniji predstavnik magičnog realizma.

## Nepotpun popis djela

### Romani
- Sto godina samoće (Cien años de soledad - 1967.)
- Patrijarhova jesen (El otoño del patriarca - 1975.)
- Kronika najavljene smrti (Crónica de una muerte anunciada - 1981.)
- Ljubav u doba kolere (El amor en los tiempos del cólera - 1985.)
- O ljubavi i drugim nečistim silama (Del amor y otros demonios - 1994.)
- Pustolovina Miguela Littina (Las Aventuras de Miguel Littín Clandestino en Chile - 1986.)
- Vijest o otmici (1996.)
- Živjeti da bi se pripovijedalo (Vivir para contarla) (autobiografija) (2002.)

### Priče i novele
- Pukovniku nema tko pisati (El coronel no tiene quien le escriba -1961.)
- Sahrana Velike Mame (Los funerales de la Mamá Grande - 1962.)
- Zla kob  (La mala hora) 1962.)
- Dvanaest hodočasnika (Doce cuentos peregrinos - 1992.)
- Sretan put, gospodine predsjedniče!
- Sjećanje na moje tužne kurve (2004.)

## Vanjske poveznice
- Gabriel García Márquez (engl. jezik)
- Nobelova nagrada